# Santo Stefano Quisquina
Santo Stefano Quisquina – miejscowość i gmina we Włoszech, w regionie Sycylia, w prowincji Agrigento.
Według danych na styczeń 2010 gminę zamieszkiwały 5034 osoby przy gęstości zaludnienia 58,6 os./1 km².